# Anton van Leeuwenhoek
Anton van Leeuwenhoek ([ˈɑntɔn vɑn ˈleːuənɦuk]) (Delft, 24 de octubre de 1632-26 de agosto de 1723), conocido como el «padre de la microbiología», fue un comerciante neerlandés que, además, sobresalió por ser el primero en realizar observaciones y descubrimientos con microscopios cuya fabricación él mismo perfeccionó. La historia de la biología lo considera precursor de la biología experimental, de la biología celular y de la microbiología.

## Escritura de su nombre
La escritura del nombre Leeuwenhoek es particularmente diversa. Se le bautizó como Thonis, pero siempre utilizó Antonj. La  j que aparece al final del nombre es el tiempo verbal neerlandés i. Hasta 1683, siguió firmando como Antonj Leeuwenhoeck (con terminación –oeck). Desde mediados de la década de 1680 fue usando otras formas de escribir su apellido y, para 1685 se fue decidiendo  por la ortografía ahora más reconocida, van Leeuwenhoek.

## Biografía

### Nacimiento y familia
Nació en Delft, Provincias Unidas de los Países Bajos, el 24 de octubre de 1632. Era hijo de los comerciantes de cestas Philips Teunisz Leeuwenhoek y Margriete Bel van der Berch, casados en esa misma ciudad el 30 de enero de 1622, que vivían en una casa acomodada de la calle Leeuwenpoort. Antes de que Anton cumpliera seis años, dos de sus hermanas menores y su padre fallecieron. Su madre volvió a casarse en 1640. Lo enviaron a un internado en el pueblo de Warmond, cerca de Leiden, y poco después se fue a vivir con un tío en Benthuizen, un pueblo situado al noreste de Delft.

### Primeros años: comerciante de telas
A los 16 años, su padrastro falleció y su madre lo envió a Ámsterdam como aprendiz de tratante de telas. Después de su aprendizaje, trabajó como contable y cajero en casa de su maestro. En 1653, vio su primer microscopio simple, una lupa montada en un pequeño soporte que era utilizado por los comerciantes textiles, con una capacidad de ampliación de tres aumentos y que adquirió para su propio uso.

### Prosperidad económica: inicios de la microscopía
En 1654 regresó a Delft, donde residió el resto de su vida, y montó su propio comercio de telas y mercería, de cuya actividad comercial se sabe muy poco. El 11 de julio se casó con Berber de Mey (Bárbara de Mey), hija de un comerciante de telas. Cuatro de sus cinco hijos murieron jóvenes. En 1660, obtuvo el cargo de chambelán del Lord Regente de Delft. En 1669, se convirtió en agrimensor, y a partir de 1679 desempeñó el puesto de inspector y controlador de vinos, lo que indica que alcanzó una posición social próspera. Se cree que dejó su negocio de telas poco después de 1660, porque en su correspondencia no lo menciona, y al parecer sus puestos de trabajo municipales le permitían dedicarle un tiempo considerable a la microscopía. En 1666, su esposa murió y en 1671 se casó con Cornelia Swalmius, quien falleció en 1694 y lo dejó al cargo de María, única superviviente de sus cinco hijos.

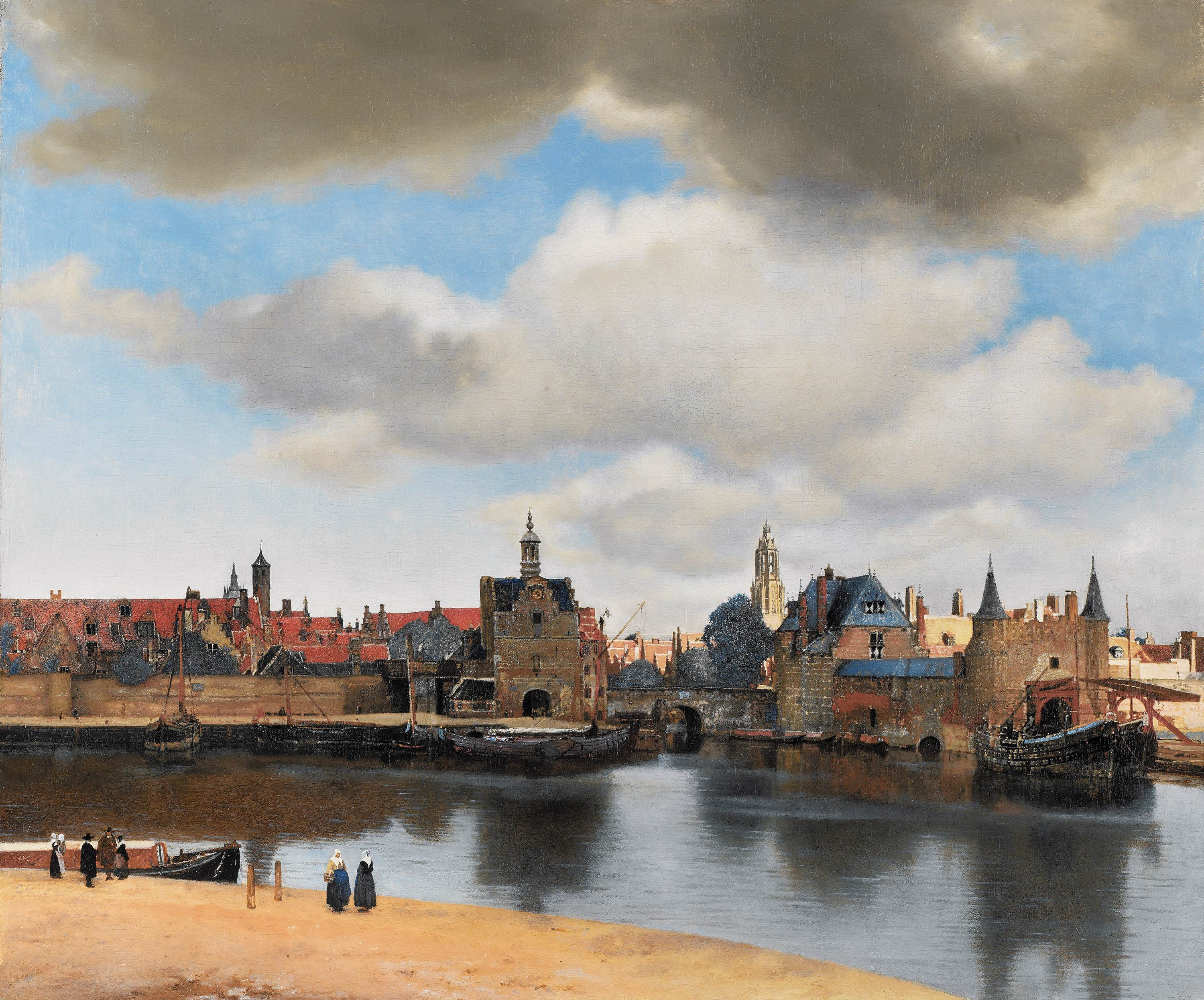
Vista de Delft, de Johannes Vermeer (1660-1661). Van Leeuwenhoek pasó toda su vida en la ciudad de Delft.

Sus finanzas estaban saneadas. Un reflejo de su fortuna es la herencia que a su muerte en 1723 dejó a su hija María, de 90000 guineas, una suma considerable para la época. Sin embargo, se sabe que ocupó un modesto empleo municipal hasta su muerte.

### Estimación de su trabajo: la Royal Society
Constantijn Huygens escribió:

Se puede ver cómo el buen Leeuwenhoek no se cansa de hurgar por todas partes hasta donde su microscopio alcanza, y si buena parte de otros mucho más sabios hubieran dedicado el mismo esfuerzo, el descubrimiento de cosas bellas iría mucho más lejos.

Observaciones como esta suscitaron la admiración de los científicos contemporáneos, pero posteriormente se criticó su falta de preparación científica académica, además de su desconocimiento de lenguas extranjeras. Sin embargo, precisamente su carencia de conocimientos científicos le permitió realizar sus observaciones desde una perspectiva novedosa, libre de los prejuicios de los anatomistas de su época. Dejó una inmensa obra, constituida únicamente por más de 300 cartas (algunas publicadas en Philosophical Transactions of the Royal Society), totalmente redactadas en neerlandés, y la mayoría enviadas a la Royal Society. En una de ellas, dirigida a Henry Oldenburg, fechada el 30 de octubre de 1676, le escribe que espera recibir de sus corresponsales las objeciones a sus observaciones, y que se compromete a corregir sus errores. Por otra parte, también responde por una evidente confianza en sí mismo a las primeras señales de escepticismo que provoca la publicación de sus observaciones. Sus observaciones fueron lo suficientemente famosas como para recibir a numerosos visitantes de la altura de la reina María II de Inglaterra, Pedro el Grande o Federico I de Prusia, además de filósofos y sabios, médicos y eclesiásticos. Realizó ante ellos numerosas demostraciones: le mostró, por ejemplo, a Pedro el Grande la circulación sanguínea en la cola de una anguila.

### Fallecimiento
Murió el 26 de agosto de 1723 en Delft, a los 90 años. El 31 de agosto fue enterrado en la Oude Kerk (Iglesia Vieja) de la ciudad. Durante su vida fabricó más de 500 lentes. Su desarrollo del microscopio fue utilizado y mejorado por Christiaan Huygens para su propia investigación sobre microscopía. Se ha destacado también la influencia que ejerció sobre la Monadología, de Gottfried Wilhelm Leibniz.

## Contribuciones

### Primeras observaciones microscópicas: calidad de las telas

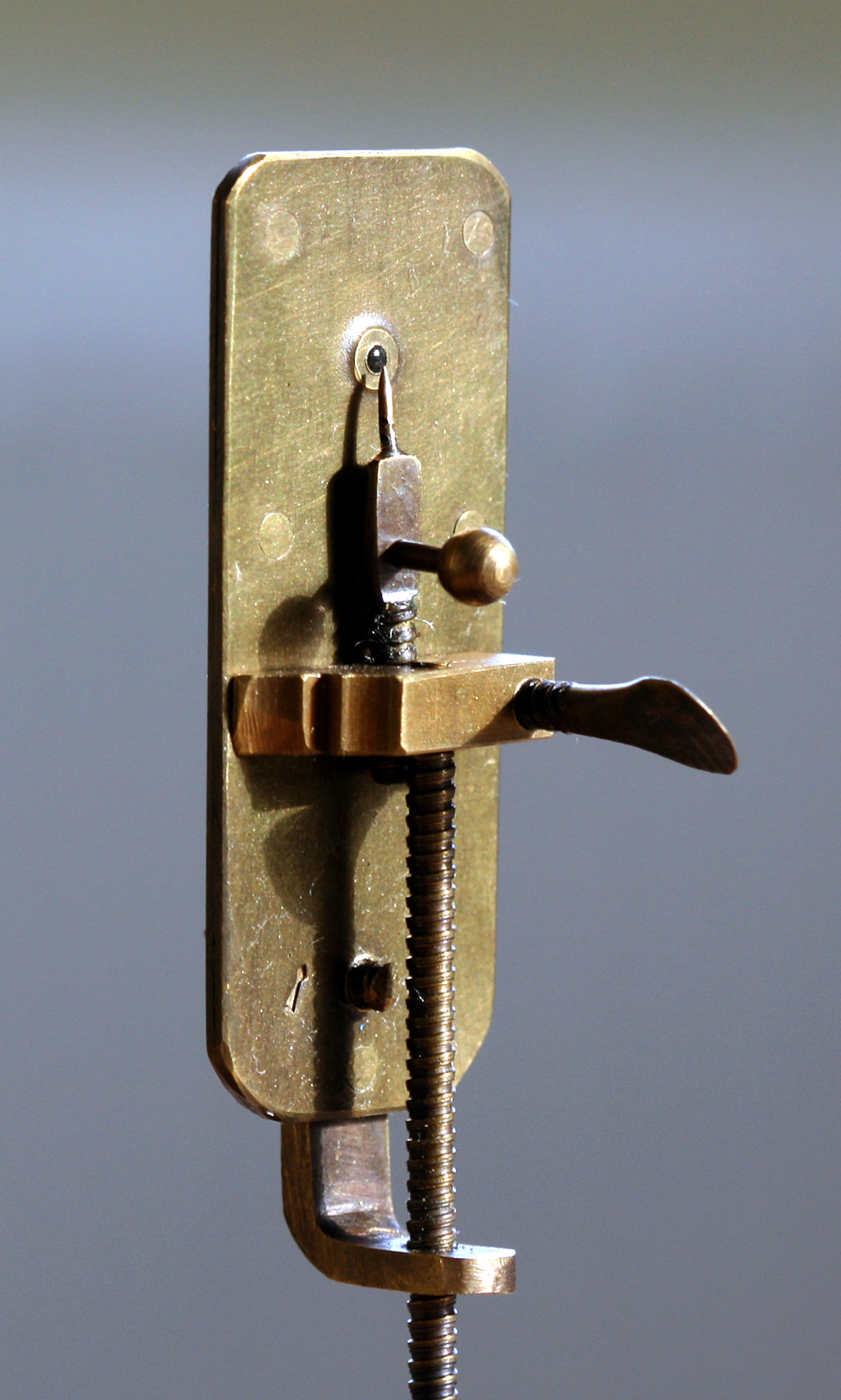
Réplica de un microscopio de van Leeuwenhoek.

Mientras desarrollaba su trabajo como comerciante de telas y tras aprender por su cuenta soplado y pulido de vidrio, construyó para la observación de la calidad de las telas lupas de mejor calidad que las que se podían conseguir en ese momento. Desarrolló tanto fijaciones para pequeñas lentes biconvexas montadas sobre platinas de latón (que se sostenían muy cerca del ojo, al modo de los anteojos actuales), como estructuras tipo microscopio en la que se podían fijar tanto la lente como el objeto a observar. A través de ellos podía observar objetos, que montaba sobre la cabeza de un alfiler, ampliándolos hasta doscientas veces (potencia visual que excedía con mucho la de los primeros microscopios de lentes múltiples).

### Observaciones biológicas: Academia de Ciencias de París
El médico y anatomista neerlandés Regnier de Graaf (1641-1673) es quien presenta las primeras observaciones de van Leeuwenhoek a la Royal Society en 1673. En ellas describe la estructura del moho y del aguijón de la abeja. Comienza entonces un intenso intercambio de cartas con los miembros de la sociedad científica londinense, que proseguirá durante casi 40 años, hasta su muerte en 1723. La Royal Society lo admite como miembro en 1680, y la Academia de las ciencias de París lo admite como miembro correspondiente en 1699.

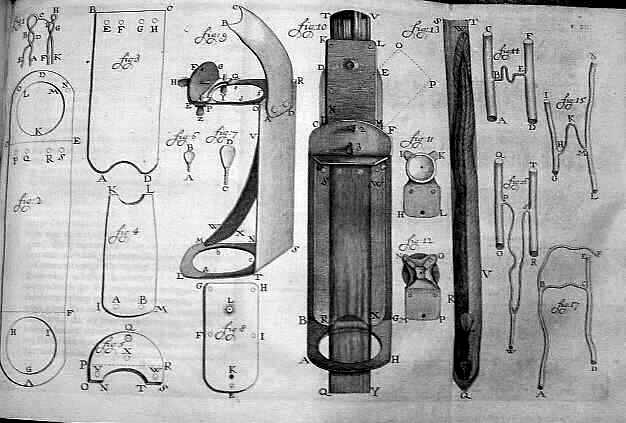
Dibujo de los microscopios de van Leeuwenhoek realizado por Henry Baker.

### Construcción de microscopios simples
Realizaba sus observaciones utilizando microscopios simples que él mismo construía. A su muerte, legó a la Royal Society 26 microscopios que nunca se utilizaron y que, un siglo más tarde, se habían perdido. El 29 de mayo de 1747, dos años después de la muerte de su hija María, se vende un lote de más de 350 de sus microscopios, así como 419 lentes. 247 microscopios estaban completos, y muchos de ellos conservaban todavía el último espécimen observado. Dos de estos instrumentos tenían dos lentes, y uno contaba con tres.

#### Especificaciones técnicas
Sus mejores aparatos conseguían más de 200 aumentos. No dejó ninguna indicación sobre sus métodos de fabricación de las lentes, y hubo que esperar varias décadas para disponer de nuevo de aparatos tan potentes. Se ignora cómo iluminaba los objetos observados, así como su potencia. El más potente de sus instrumentos conservados hoy en día tiene una tasa de ampliación de 275 veces y un poder de resolución de 1,4 μm. Aunque regaló muchos de sus microscopios a sus allegados, nunca vendió ninguno. Se estima que en la actualidad solamente se conservan una decena de sus microscopios.

#### «Derechos de autor» de sus lentes
Van Leeuwenhoek afirmaba que había aspectos de la construcción de sus microscopios «que sólo guardo para mí». En particular, su secreto más importante era la forma en que creaba las lentes. Durante muchos años nadie fue capaz de reconstruir sus técnicas de diseño. Finalmente, en los años 1950 C. L. Stong usó un delgado hilo de cristal fundido en vez del pulimento, y creó con éxito algunas muestras funcionales de un microscopio del diseño de van Leeuwenhoek.

#### El descubrimiento de los protozoarios
Fue probablemente la primera persona en observar bacterias y otros microorganismos. En una carta fechada el 7 de septiembre de 1674, evoca por primera vez las minúsculas formas de vida que observó en las aguas de un lago cerca de Delft. Los menciona de nuevo en otras dos cartas, una del 20 de diciembre de 1675 y otra del 22 de enero de 1676. En una extensa carta de diecisiete hojas, fechada el 9 de octubre de 1676, describe lo que actualmente denominamos protozoarios, especialmente los ciliados, los que se alimentan de las algas (Euglena y Volvox).
Describió numerosos microorganismos cuya determinación es más o menos posible en la actualidad: Vorticella campanula, Oicomonas termo, Oxytricha sp., Stylonychia sp., Enchelys, Vaginicola, Coleps. En una carta del 1 de junio de 1674 enviada a Henry Oldenburg, secretario de la Royal Society, van Leeuwenhoek acompaña unas muestras de los organismos que había observado. Pero los científicos de la época reciben con escepticismo sus observaciones. Por ello, adjunta a una carta del 5 de octubre de 1677 el testimonio de ocho personas (pastores, juristas, médicos), que afirman haber visto esos numerosos y variados seres vivos. También recibe el apoyo de Robert Hooke (1635-1703), que, en su Micrographia, ofrece la primera descripción publicada de un microorganismo, y que, en la sesión del 15 de noviembre de 1677 de la Royal Society, afirma la realidad de las observaciones de van Leeuwenhoek. El traductor de las cartas que aparecen en Philosophical Transactions, la publicación de la Royal Society, denomina a estos organismos animálculos.

#### El descubrimiento de los espermatozoides

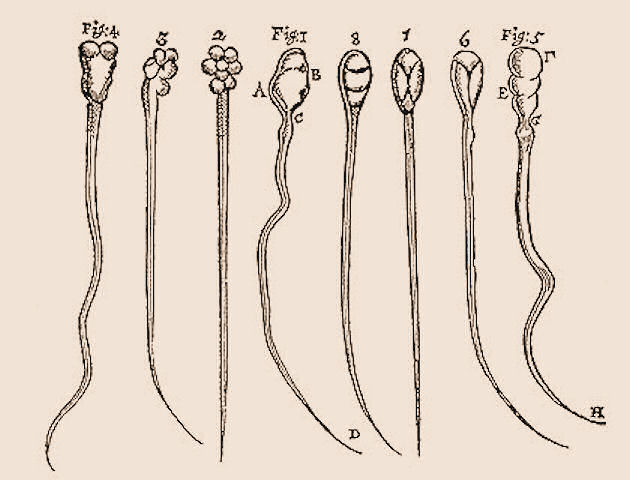
Espermatozoides de conejo y perro dibujados por Leeuwenhoek en 1678.

En 1677, mencionó por primera vez los espermatozoides, en una carta enviada a la Royal Society, en la que habla de animálculos, muy numerosos en el esperma.
Leeuwenhoek fue consciente de que sus observaciones, que mostraban que en la semilla contenida en los testículos estaba el principio de la reproducción de los mamíferos, iban a chocar con el paradigma de su época, porque contradecían las tesis desarrolladas por grandes sabios de la época, como William Harvey o Regnier de Graaf.
Siendo consciente de que su descubrimiento podría malinterpretarse, escribió desde Holanda que, si la Royal Society consideraba que sus observaciones podían molestar o escandalizar a los eruditos, les pedía encarecidamente que las trataran como privadas y decidieran publicarlas o destruirlas según lo consideraran oportuno.

#### La teoría de la generación espontánea
Van Leeuwenhoek también es conocido por su oposición a la teoría, por aquel entonces en vigor, de la generación espontánea. Junto con el italiano Francesco Redi y Jan Swammerdam, neerlandés como él, hizo numerosas observaciones sobre los insectos y sobre su reproducción. Aunque al principio de sus observaciones no parecía estar en contra de esta teoría, realizando unos estudios a mediados de los años 1670 disecó piojos y observó pequeñas crías de estos insectos en los huevos que se encuentran en el cuerpo de las hembras. Realizó experiencias similares con pulgas y con sus huevos, aunque no logró reconocer a las pulgas al ver sus larvas, a pesar de las observaciones publicadas por Swammerdam unos años antes. Años más tarde volvería a estudiar estos animales.
A principios de 1679 se interesó por la presencia de un gusano (Fasciola hepatica) en el hígado de cordero. Como Redi y Swammerdam, no comprendió el complejo ciclo vital del animal, que no se dilucidaría sino hasta muchos años después.

#### Otras contribuciones

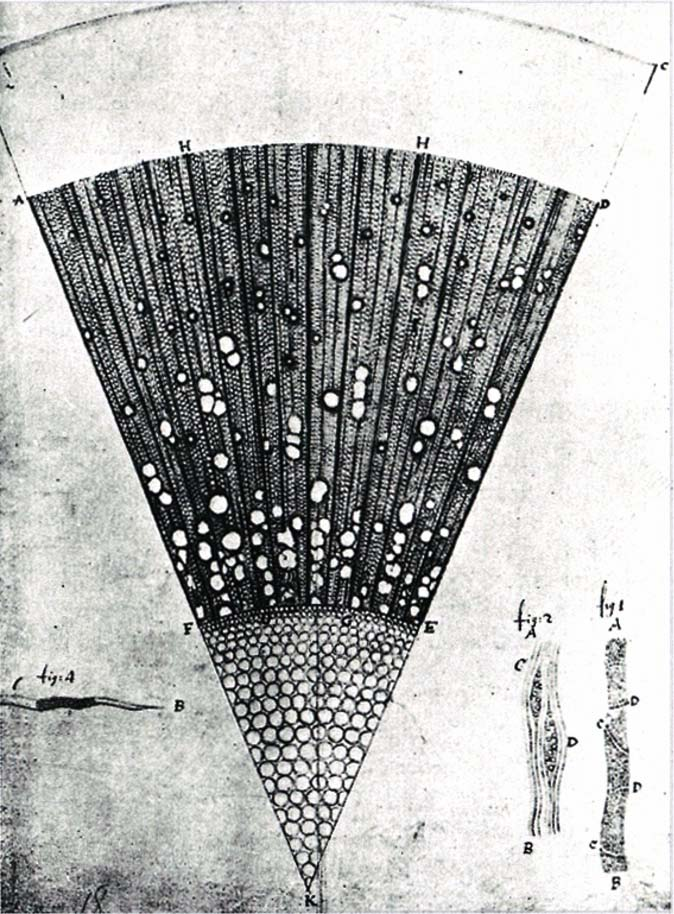
Dibujo realizado por van Leeuwenhoek de una sección de madera de fresno, vista al microscopio.

Su interés se dirigía hacia objetos muy variados, aparentemente sin un plan predefinido. Sus observaciones en el campo de la zoología fueron numerosas, pero también en botánica, química, microbiología, física, fisiología y medicina.
Observó, por ejemplo, que el gusano del vinagre (Anguillula aceti) es vivíparo, otra prueba que confirma su oposición a la teoría de la generación espontánea.
Estudió los glóbulos rojos de numerosos animales y del ser humano, así como el riego sanguíneo y los capilares de la cola de los renacuajos, de las patas de las ranas, de la aleta caudal de las anguilas y del ala de los murciélagos.
Describió la estructura de diversas faneras: plumas de varias especies de aves, pelos y piel de oso o escamas de peces.
Como otros microscopistas de su época, estudió la anatomía de numerosos insectos como las abejas, moscas pequeñas, pulgas, chinches o gusanos de seda. Fue el primero en observar las diferentes posturas de las larvas de los mosquitos (Culex y Anopheles).
En botánica, estudió la estructura de las hojas y de la madera de diversas especies. Se interesó por la relación entre la estructura de diversas especies y su gusto (entre otras: café, pimienta, té, nuez moscada, jengibre, salvia).
No todas sus observaciones se interesaron en los seres vivos: estudió y describió la pólvora antes y después de su combustión o la estructura de diversos metales, así como rocas, cristales, sales y otros objetos.
En una carta fechada el 25 de abril de 1679, Van Leeuwenhoek ofreció la que probablemente sea la primera estimación de la población máxima que podría alcanzar la Tierra. Basado en la densidad de población de Países Bajos en su época (120 personas por kilómetro cuadrado), consideró que la Tierra podría llegar a acoger un total de 13,4 mil millones de seres humanos.

## Método de trabajo
Existía la creencia de que van Leeuwenhoek trabajaba de una manera esencialmente indisciplinada, utilizando métodos poco ortodoxos y faltos de refinamiento y objetividad, o incluso poniendo en duda la atribución de algunas de sus observaciones. Por el contrario, las investigaciones actuales muestran que realizaba sus trabajos a conciencia, registraba sus observaciones con meticulosa diligencia, tenía una capacidad clara de establecer procedimientos experimentales racionales para su época y contaba además con voluntad de elevarse sobre las opiniones existentes y abandonar creencias anteriores a la vista de las evidencias.

## Opinión de los historiadores
Julius von Sachs, en su Historia de la botánica dice que «(...) todos estos trabajos de botánica están marcados de un carácter superficial que testimonia ocupaciones puramente accidentales y pasajeras; el interés que manifestaba hacia los problemas de la filosofía de la naturaleza que reinaba en la época de la que hablamos, en particular los que tocan al dominio de la teoría de la evolución, la curiosidad pura y el deseo de abordar cuestiones misteriosas e inaccesibles para la mayoría, llevaron a Leeuwenhoek a emprender los estudios de los que hablamos. Pero no supo coordinar los resultados de sus observaciones para hacerse una idea exacta de la estructura vegetal en conjunto.» Sachs reconoce, sin embargo, la calidad de las observaciones de van Leeuwenhoek que demuestran «la gran potencia de las lentes realizadas por el sabio neerlandés».
Para Julius Victor Carus, en su Historia de la zoología, «(...) fue de alguna manera el primero de estos aficionados que no demandan del microscopio más que un tranquilo entretenimiento. [...] Casi no hay sistemas anatómicos que Leuwenhœck [sic] no hubiera enriquecido con hechos importantes». Para este, «(...) no hicimos apenas progresos desde él hasta Otto Friedrich Müller».

## Medalla Leeuwenhoek
Desde 1877 y cada diez años, la Real Academia Neerlandesa de las Artes y las Ciencias (Koninklijke Nederlandse Akademie van Wetenschappen, KNAW) otorga, en memoria de Anton van Leeuwenhoek, la Medalla Leeuwenhoek a quien haya realizado la contribución más significativa a la microbiología durante la década precedente.

## Eponimia
- El cráter lunar Leeuwenhoek lleva este nombre en su memoria.[43]
- El asteroide (2766) Leeuwenhoek también conmemora su nombre.